# 64e cérémonie des Golden Globes
La 64e cérémonie des Golden Globes, récompensant les films et séries diffusés en 2006 et les professionnels s'étant distingués cette année-là, a eu lieu le 15 janvier 2007 à Los Angeles.

## Palmarès
Les lauréats sont indiqués ci-dessous en premier de chaque catégorie et en caractères gras.

### Cinéma

#### Meilleur film dramatique
- Babel
  - Bobby
  - Les Infiltrés (The Departed)
  - Little Children
  - The Queen

#### Meilleur film musical ou comédie
- Dreamgirls
  - Borat, leçons culturelles sur l'Amérique au profit glorieuse nation Kazakhstan (Borat: Cultural Learnings of America for Make Benefit Glorious Nation of Kazakhstan)
  - Le Diable s'habille en Prada (The Devil Wears Prada)
  - Little Miss Sunshine
  - Thank You for Smoking

#### Meilleur réalisateur
- Martin Scorsese pour Les Infiltrés (The Departed)
  - Clint Eastwood pour Lettres d'Iwo Jima (Letters from Iwo Jima) (硫黄島からの手紙 - Iô-Jima kara no tegami)
  - Clint Eastwood pour Mémoires de nos pères (Flags of Our Fathers)
  - Stephen Frears pour The Queen
  - Alejandro González Iñárritu pour Babel

#### Meilleur acteur dans un film dramatique
- Forest Whitaker pour le rôle d'Idi Amin Dada dans Le Dernier Roi d'Écosse (The Last King of Scotland)
  - Leonardo DiCaprio pour le rôle de Danny Archer dans Blood Diamond
  - Leonardo DiCaprio pour le rôle de Billy Costigan dans Les Infiltrés (The Departed)
  - Peter O'Toole pour le rôle de Maurice dans Venus
  - Will Smith pour le rôle de Chris Gardner dans À la recherche du bonheur (The Pursuit of Happyness)

#### Meilleure actrice dans un film dramatique
- Helen Mirren pour le rôle de la reine Élisabeth II dans The Queen
  - Penélope Cruz pour le rôle de Raimunda dans Volver
  - Judi Dench pour le rôle de Barbara Covett dans Chronique d'un scandale (Notes on a Scandal)
  - Maggie Gyllenhaal pour le rôle de Sherry Swanson dans SherryBaby
  - Kate Winslet pour le rôle de Sarah Pierce dans Little Children

#### Meilleur acteur dans un film musical ou une comédie
- Sacha Baron Cohen pour le rôle de Borat Sagdiyev dans Borat, leçons culturelles sur l'Amérique au profit glorieuse nation Kazakhstan (Borat: Cultural Learnings of America for Make Benefit Glorious Nation of Kazakhstan)
  - Johnny Depp pour le rôle du Capitaine Jack Sparrow dans Pirates des Caraïbes : Le Secret du coffre maudit (Pirates of the Caribbean : Dead Man's Chest)
  - Aaron Eckhart pour le rôle de Nick Naylor dans Thank You for Smoking
  - Chiwetel Ejiofor pour le rôle de Lola dans Kinky Boots
  - Will Ferrell pour le rôle de Harold Crick dans L'Incroyable Destin de Harold Crick (Stranger Than Fiction)

#### Meilleure actrice dans un film musical ou une comédie
- Meryl Streep pour le rôle de Miranda Priestly dans Le Diable s'habille en Prada (The Devil Wears Prada)
  - Annette Bening pour le rôle de Deidre Burroughs dans Courir avec des ciseaux (Running with Scissors)
  - Toni Collette pour le rôle de Sheryl Hoover dans Little Miss Sunshine
  - Beyoncé Knowles pour le rôle de Deena dans Dreamgirls
  - Renée Zellweger pour le rôle de Beatrix Potter dans Miss Potter

#### Meilleur acteur dans un second rôle
- Eddie Murphy pour le rôle de James « Thunder » Early dans Dreamgirls
  - Ben Affleck pour le rôle de Georges Reeves dans Hollywoodland
  - Jack Nicholson pour le rôle de Frank Costello dans Les Infiltrés (The Departed)
  - Brad Pitt pour le rôle de Richard Jones dans Babel
  - Mark Wahlberg pour le rôle du Sergent Sean Dignam dans Les Infiltrés (The Departed)

#### Meilleure actrice dans un second rôle
- Jennifer Hudson pour le rôle d'Effie Melody White dans Dreamgirls
  - Adriana Barraza pour le rôle d'Amelia dans Babel
  - Cate Blanchett pour le rôle de Sheba Hart dans Chronique d'un scandale (Notes on a Scandal)
  - Emily Blunt pour le rôle d'Emily Chalton dans Le Diable s'habille en Prada (The Devil Wears Prada)
  - Rinko Kikuchi pour le rôle de Chieko dans Babel

#### Meilleur scénario
- The Queen – Peter Morgan
  - Babel – Guillermo Arriaga
  - Les Infiltrés (The Departed) – William Monahan
  - Little Children – Todd Field et Tom Perrotta
  - Chronique d'un scandale (Notes on a Scandal) – Patrick Marber

#### Meilleure chanson originale
- "The Song of the Heart" interprétée par Prince Rogers Nelson – Happy Feet
  - "A Father's Way" interprétée par Seal – À la recherche du bonheur (The Pursuit of Happyness)
  - "Listen" interprétée par Beyoncé Knowles – Dreamgirls
  - "Never Gonna Break My Faith" interprétée par Bryan Adams – Bobby
  - "Try Not To Remember" interprétée par Sheryl Crow – Home of the Brave

#### Meilleure musique de film
- Le Voile des illusions (The Painted Veil) – Alexandre Desplat
  - The Fountain – Clint Mansell
  - Babel – Gustavo Santaolalla
  - Nomad – Carlo Siliotto
  - Da Vinci Code (The Da Vinci Code) – Hans Zimmer

#### Meilleur film étranger
- Lettres d'Iwo Jima (Letters from Iwo Jima) (硫黄島からの手紙 - Iô-Jima kara no tegami) •  États-Unis  Japon
  - Apocalypto •  États-Unis
  - Le Labyrinthe de Pan (El Laberinto del fauno) •  Mexique
  - La Vie des autres (Das Leben der Anderen) •  Allemagne
  - Volver •  Espagne

#### Meilleur film d'animation
- Cars
  - Happy Feet
  - Monster House

### Télévision
Note : le symbole « ♕ » rappelle le gagnant de l'année précédente (si nomination).

#### Meilleure série dramatique
- Grey's Anatomy
  - 24 heures chrono (24)
  - Big Love
  - Heroes
  - Lost : Les Disparus (Lost)

#### Meilleure série musicale ou comique
- Ugly Betty
  - Desperate Housewives ♕
  - Entourage
  - The Office
  - Weeds

#### Meilleure mini-série ou meilleur téléfilm
- Elizabeth I
  - Bleak House
  - Broken Trail
  - Mme Harris (Mrs. Harris)
  - Suspect numéro 1 (Prime Suspect: The Final Act)

#### Meilleur acteur dans une série dramatique
- Hugh Laurie pour le rôle du Dr Gregory House dans Dr House (House) ♕
  - Patrick Dempsey pour le rôle du Dr Derek Shepherd dans Grey's Anatomy
  - Michael C. Hall pour le rôle de Dexter Morgan dans Dexter
  - Bill Paxton pour le rôle de Bill Henrickson dans Big Love
  - Kiefer Sutherland pour le rôle de Jack Bauer dans 24 heures chrono (24)

#### Meilleure actrice dans une série dramatique
- Kyra Sedgwick pour le rôle de Brenda Leigh Johnson dans The Closer : L.A. enquêtes prioritaires (The Closer)
  - Patricia Arquette pour le rôle d'Allison DuBois dans Médium
  - Edie Falco pour le rôle de Carmela Soprano dans Les Soprano (The Sopranos)
  - Evangeline Lilly pour le rôle de Kate Austen dans Lost : Les Disparus (Lost)
  - Ellen Pompeo pour le rôle de Meredith Grey dans Grey's Anatomy

#### Meilleur acteur dans une série musicale ou comique
- Alec Baldwin pour le rôle de Jack Donaghy dans 30 Rock
  - Zach Braff pour le rôle de John Dorian dans Scrubs
  - Steve Carell pour le rôle de Michael Scott dans The Office ♕
  - Jason Lee pour le rôle d'Earl J. Hickey dans Earl (My Name is Earl)
  - Tony Shalhoub pour le rôle d'Adrian Monk dans Monk

#### Meilleure actrice dans une série musicale ou comique
- America Ferrera pour le rôle de Betty Suarez dans Ugly Betty
  - Marcia Cross pour le rôle de Bree Hodge dans Desperate Housewives
  - Felicity Huffman pour le rôle de Lynette Scavo dans Desperate Housewives
  - Julia Louis-Dreyfus pour le rôle de Christine Campbell dans Old Christine (The New Adventures of Old Christine)
  - Mary-Louise Parker pour le rôle de Nancy Botwin dans Weeds ♕

#### Meilleur acteur dans une mini-série ou un téléfilm
- Bill Nighy pour le rôle de Gideon Warner dans Gideon's Daughter
  - Andre Braugher pour le rôle de Nick Atwater dans Thief
  - Robert Duvall pour le rôle de Prentice "Print" Ritter dans Broken Trail
  - Michael Ealy pour le rôle de Darwyn dans Sleeper Cell
  - Chiwetel Ejiofor pour le rôle de Ian Carter dans Tsunami : Les Jours d'après (Tsunami: The Aftermath)
  - Ben Kingsley pour le rôle de Herman Tarnower dans Mrs. Harris
  - Matthew Perry pour le rôle de Ron Clark dans The Ron Clark Story

#### Meilleure actrice dans une mini-série ou un téléfilm
- Helen Mirren pour le rôle de la reine Élisabeth Ire dans Elizabeth I
  - Gillian Anderson pour le rôle de Lady Dedlock dans Bleak House
  - Annette Bening pour le rôle de Jean Harris dans Mrs. Harris
  - Helen Mirren pour le rôle de Jane Tennison dans Suspect numéro 1 (Prime Suspect: The Final Act)
  - Sophie Okonedo pour le rôle de Susie Carter dans Tsunami : Les Jours d'après (Tsunami: The Aftermath)

#### Meilleur acteur dans un second rôle dans une série, une mini-série ou un téléfilm
- Jeremy Irons pour le rôle de Robert Dudley dans Elizabeth I
  - Thomas Haden Church pour le rôle de Tom Harte dans Broken Trail
  - Justin Kirk pour le rôle de Andy Botwin dans Weeds
  - Masi Oka pour le rôle de Hiro Nakamura dans Heroes
  - Jeremy Piven pour le rôle de Ari Gold dans Entourage

#### Meilleure actrice dans un second rôle dans une série, une mini-série ou un téléfilm
- Emily Blunt pour le rôle de Natasha dans Gideon's Daughter
  - Toni Collette pour le rôle de Kathy Graham dans Tsunami : Les Jours d'après (Tsunami: The Aftermath)
  - Katherine Heigl pour le rôle d'Izzie Stevens dans Grey's Anatomy
  - Sarah Paulson pour le rôle de Harriet Hayes dans Studio 60 on the Sunset Strip
  - Elizabeth Perkins pour le rôle de Celia Hodes dans Weeds

### Spéciales

#### Cecil B. DeMille Award
- Warren Beatty

#### Miss Golden Globe
- Lorraine Nicholson

## Récompenses et nominations multiples

### Nominations multiples

#### Cinéma
7 : Babel
6 : Les Infiltrés
3 : Le Diable s'habille en Prada
2 : Borat, leçons culturelles sur l'Amérique au profit glorieuse nation Kazakhstan, Happy Feet, Lettres d'Iwo Jima

#### Télévision
4 : Grey's Anatomy, Weeds
3 : Desperate Housewives, Tsunami : Les Jours d'après, Elizabeth I, Broken Trail
2 : Lost : Les Disparus, Gideon's Daughter, Ugly Betty, 24 heures chrono, Big Love, Bleak House, Heroes, Suspect numéro 1

#### Personnalités
3 : Helen Mirren
2 : Emily Blunt, Chiwetel Ejiofor, Leonardo DiCaprio

### Récompenses multiples
Légende : Nombre de récompenses/Nombre de nominations

#### Cinéma
3 / 5 : Dreamgirls
2 / 4 : The Queen

#### Télévision
3 / 3 : Elizabeth I
2 / 2 : Gideon's Daughter, Ugly Betty

#### Personnalités
2 / 3 : Helen Mirren

### Les grands perdants

#### Cinéma
1 / 7 : Babel
1 / 6 : Les Infiltrés

#### Télévision
0 / 4 : Weeds